# Попелево (Конінський повіт)
Попелево (пол. Popielewo) — село в Польщі, у гміні Скульськ Конінського повіту Великопольського воєводства.
Населення — 200 осіб (2011).
У 1975-1998 роках село належало до Конінського воєводства.

## Демографія
Демографічна структура станом на 31 березня 2011 року:
|          | Загалом | Допрацездатний вік | Працездатний вік | Постпрацездатний вік |
| -------- | ------- | ------------------ | ---------------- | -------------------- |
| Чоловіки | 106     | 27                 | 61               | 18                   |
| Жінки    | 94      | 17                 | 51               | 26                   |
| Разом    | 200     | 44                 | 112              | 44                   |